# Кубок Польщі з футболу 1994—1995
Кубок Польщі з футболу 1994–1995 — 41-й розіграш кубкового футбольного турніру в Польщі. Титул вдруге поспіль здобула Легія (Варшава).

## Календар
| Раунд            | Дата                          | Матчі | Клуби    |
| ---------------- | ----------------------------- | ----- | -------- |
| Попередній раунд | 26-29 червня 1994             | 9     | 103 → 94 |
| Перший раунд     | 3 серпня 1994                 | 20    | 94 → 74  |
| Другий раунд     | 17-31 серпня 1994             | 28    | 74 → 46  |
| Третій раунд     | 6 вересня 1994                | 14    | 46 → 32  |
| 1/16 фіналу      | 25 жовтня - 15 листопада 1994 | 16    | 32 → 16  |
| 1/8 фіналу       | 30 листопада 1994             | 8     | 16 → 8   |
| 1/4 фіналу       | 4-5 квітня 1995               | 4     | 8 → 4    |
| 1/2 фіналу       | 3 травня 1995                 | 2     | 4 → 2    |
| Фінал            | 18 червня 1995                | 1     | 2 → 1    |

## Попередній раунд
| Команда 1                 | Рахунок      | Команда 2             |
| ------------------------- | ------------ | --------------------- |
| 26-29 червня 1994         |              |                       |
| Мазовія (Рава-Мазовецька) | 3:0          | Вікторія (Лодзь)      |
| Бещади (Устрики-Долішні)  | 2:2 пен. 5:3 | ЛКС Поронец (Поронін) |
| Буковія (Букова)          | 1:0 дч       | Тарновія-2 (Тарнув)   |
| Гетьман (Білосток)        | 0:3          | Погонь (Седльце)      |
| Легія-2 (Варшава)         | 1:0          | Олімпія (Замбрів)     |
| Єзьорак (Ілава)           | +:-          | Мазур (Елк)           |
| Буґ-2 (Вишкув)            | 0:2          | Млавянка (Млава)      |
| Сталь (Ґожице)            | 12:1         | Унія (Грубешів)       |
| Граніца (Хелм)            | 3:4 дч       | АЗС (Біла Підляська)  |

## Перший раунд
| Команда 1                            | Рахунок      | Команда 2                  |
| ------------------------------------ | ------------ | -------------------------- |
| 3 серпня 1994                        |              |                            |
| Вавель (Краків)                      | 1:2          | Крісбут (Мишкув)           |
| Кальварянка (Кальварія-Зебжидовська) | 2:4          | Крісбут (Кнурув)           |
| Варта Старт (Намислув)               | 4:1          | Рав'я (Равич)              |
| АЗС (Біла Підляська)                 | 2:1          | Погонь (Седльце)           |
| Млавянка (Млава)                     | 2:1          | Помезаня (Мальборк)        |
| Бещади (Устрики-Долішні)             | 0:1          | Камакс (Каньчуга)          |
| Мазовія (Рава-Мазовецька)            | 0:2          | РКС (Радомсько)            |
| Єзьорак (Ілава)                      | 0:0 пен. 4:2 | Полонія (Ходзеж)           |
| Мазовше (Груєць)                     | 0:1          | Легія-2 (Варшава)          |
| Ізолятор (Богухвала)                 | 3:1          | Сталь (Ґожице)             |
| Гриф (Поланув)                       | 1:1 пен. 2:4 | Енерґетик (Ґрифіно)        |
| Гурник (Клодава)                     | 4:0          | Цосма (Велюнь)             |
| Буковія (Букова)                     | 1:2          | Люблінянка (Люблін)        |
| Вежица (Старогард-Ґданський)         | 6:0          | Гриф (Слупск)              |
| Дрвенца (Ґолюб-Добжинь)              | 1:4          | Мень (Ліпно)               |
| Погонь (Свежава)                     | 2:3          | Криштал (Строне-Шльонські) |
| Целюльоза (Костшин-над-Одрою)        | 0:2          | Лехія (Зелена Гура)        |
| ЛКС Лінґомат (Янкови)                | 0:1          | Аміка (Вронкі)             |
| Петрохемя-2 (Плоцьк)                 | 2:1          | Хемік (Бидгощ)             |
| Кузьня (Явор)                        | +:-          | Мото Єльч (Олава)          |

## Другий раунд
| Команда 1                    | Рахунок      | Команда 2                       |
| ---------------------------- | ------------ | ------------------------------- |
| 17 серпня 1994               |              |                                 |
| РКС (Радомсько)              | 2:1 дч       | Петрохемя (Плоцьк)              |
| Люблінянка (Люблін)          | 1:0          | Авіа (Свідник)                  |
| Гетьман (Замостя)            | 4:1          | Мотор (Люблін)                  |
| Млавянка (Млава)             | 3:1          | Гутнік (Варшава)                |
| Мень (Ліпно)                 | 2:3          | Балтик (Гдиня)                  |
| Гвардія (Кошалін)            | 1:3          | Аміка (Вронкі)                  |
| Сталь (Ряшів)                | 3:1          | Окоцимскі (Бжесько)             |
| Єзьорак (Ілава)              | 0:0 пен. 3:0 | ОКС Стоміл (Ольштин)            |
| Конкордія (Кнурув)           | 1:1 пен. 1:3 | Шомберки (Битом)                |
| Вежица (Старогард-Ґданський) | 1:0          | Арка (Гдиня)                    |
| ГКС (Белхатув)               | 4:0          | Бленкітні (Кельці)              |
| Криштал (Строне-Шльонські)   | 2:0          | Хробри (Глогув)                 |
| ГКС (Тихи)                   | 2:2 пен. 4:5 | Олімпія (Познань)               |
| Елана (Торунь)               | 1:1 пен. 3:1 | Лехія (Гданськ)                 |
| Енерґетик (Ґрифіно)          | 1:0          | Стільон (Гожув-Великопольський) |
| Лехія (Дзержонюв)            | 0:0 пен. 3:1 | Шльонськ (Вроцлав)              |
| Гурник (Клодава)             | 1:0          | Одра (Водзіслав-Шльонський)     |
| Лехія (Зелена Гура)          | 0:1 дч       | Медзь (Легниця)                 |
| КП Валбжих                   | 1:2          | Полонія (Битом)                 |
| Легія-2 (Варшава)            | 0:0 пен. 3:5 | Ягеллонія (Білосток)            |
| Варта Старт (Намислув)       | 0:0 пен. 2:3 | Шленза (Вроцлав)                |
| АЗС (Біла Підляська)         | 0:1          | Буґ (Вишкув)                    |
| Ізолятор (Богухвала)         | 2:3          | Карпати (Кросно)                |
| Камакс (Каньчуга)            | 0:1          | Ресовія (Ряшів)                 |
| Петрохемя-2 (Плоцьк)         | 3:1 дч       | Влукняж (Паб'яниці)             |
| Крісбут (Мишкув)             | 2:2 пен. 5:6 | Ракув (Ченстохова)              |
| Віслока (Дембиця)            | 2:1          | Радомяк (Радом)                 |
| 31 серпня 1994               |              |                                 |
| Кузьня (Явор)                | 1:3          | Напшуд (Ридултови)              |

## Третій раунд
| Команда 1                    | Рахунок      | Команда 2            |
| ---------------------------- | ------------ | -------------------- |
| 6 вересня 1994               |              |                      |
| Вежица (Старогард-Ґданський) | 0:1          | Балтик (Гдиня)       |
| Млавянка (Млава)             | 1:0          | Ягеллонія (Білосток) |
| Петрохемя-2 (Плоцьк)         | 1:3 дч       | ГКС (Белхатув)       |
| Люблінянка (Люблін)          | 0:0 пен. 4:5 | Гетьман (Замостя)    |
| Напшуд (Ридултови)           | 2:1          | Полонія (Битом)      |
| Лехія (Дзержонюв)            | 0:0 пен. 3:4 | Шленза (Вроцлав)     |
| Ресовія (Ряшів)              | 2:0          | Сталь (Ряшів)        |
| Єзьорак (Ілава)              | 4:1 дч       | Елана (Торунь)       |
| Криштал (Строне-Шльонські)   | 1:1 пен. 3:2 | Медзь (Легниця)      |
| Аміка (Вронкі)               | 2:0          | Шомберки (Битом)     |
| РКС (Радомсько)              | 4:0          | Буґ (Вишкув)         |
| Енерґетик (Ґрифіно)          | 0:2          | Олімпія (Познань)    |
| Карпати (Кросно)             | 1:2          | Віслока (Дембиця)    |
| Гурник (Клодава)             | 0:6          | Ракув (Ченстохова)   |

## 1/16 фіналу
| Команда 1                  | Рахунок      | Команда 2             |
| -------------------------- | ------------ | --------------------- |
| 25 жовтня 1994             |              |                       |
| Єзьорак (Ілава)            | 3:1          | Гурник (Забже)        |
| ЛКС (Лодзь)                | 3:2          | Сокул (Пневи)         |
| Олімпія (Познань)          | 1:0          | Погонь (Щецин)        |
| 26 жовтня 1994             |              |                       |
| Криштал (Строне-Шльонські) | 2:2 пен. 4:5 | Сталь (Мелець)        |
| Гетьман (Замостя)          | 1:0          | Варта (Познань)       |
| Полонія (Варшава)          | 1:3          | Ракув (Ченстохова)    |
| Балтик (Гдиня)             | 1:0          | Сярка (Тарнобжег)     |
| РКС (Радомсько)            | 0:1          | Рух (Хожув)           |
| Млавянка (Млава)           | 1:4          | Лех (Познань)         |
| Аміка (Вронкі)             | 2:0          | Вісла (Краків)        |
| Ресовія (Ряшів)            | 1:1 пен. 3:2 | Завіша (Бидгощ)       |
| Шленза (Вроцлав)           | 3:2 дч       | Відзев (Лодзь)        |
| ГКС (Белхатув)             | 0:1          | Сталь (Стальова Воля) |
| Віслока (Дембиця)          | 1:4          | Гутник (Краків)       |
| Легія (Варшава)            | 1:0          | Заглембє (Любін)      |
| 15 листопада 1994          |              |                       |
| Напшуд (Ридултови)         | 1:3          | ГКС (Катовиці)        |

## 1/8 фіналу
| Команда 1             | Рахунок | Команда 2          |
| --------------------- | ------- | ------------------ |
| 30 листопада 1994     |         |                    |
| Єзьорак (Ілава)       | 1:0     | Аміка (Вронкі)     |
| Балтик (Гдиня)        | 0:4     | Сталь (Мелець)     |
| Гетьман (Замостя)     | 0:3     | Легія (Варшава)    |
| Сталь (Стальова Воля) | 0:2     | Ракув (Ченстохова) |
| ЛКС (Лодзь)           | 2:3 дч  | Рух (Хожув)        |
| Ресовія (Ряшів)       | 0:3     | Олімпія (Познань)  |
| Лех (Познань)         | 1:0     | Гутник (Краків)    |
| Шленза (Вроцлав)      | 1:3     | ГКС (Катовиці)     |

## 1/4 фіналу
| Команда 1         | Рахунок | Команда 2          |
| ----------------- | ------- | ------------------ |
| 4 квітня 1995     |         |                    |
| Олімпія (Познань) | 2:3 дч  | Рух (Хожув)        |
| 5 квітня 1995     |         |                    |
| ГКС (Катовиці)    | 1:0     | Сталь (Мелець)     |
| Лех (Познань)     | 3:1     | Єзьорак (Ілава)    |
| Легія (Варшава)   | 4:1 дч  | Ракув (Ченстохова) |

## 1/2 фіналу
| Команда 1     | Рахунок      | Команда 2       |
| ------------- | ------------ | --------------- |
| 3 травня 1995 |              |                 |
| Рух (Хожув)   | 1:3          | Легія (Варшава) |
| Лех (Познань) | 1:1 пен. 2:4 | ГКС (Катовиці)  |

## Фінал
| 18 червня 1995 |

| Легія (Варшава)           | 2:0      | ГКС (Катовиці) |
| ------------------------- | -------- | -------------- |
| Ґенсьор 26' Подброжни 89' | Протокол |                |

| Стадіон Війська Польського, Варшава Глядачів: 20 000 Арбітр: Роман Костжевські |